# Genoveva Pérez
Genoveva Pérez (27 de septiembre de 1920 - 24 de septiembre de 2016) fue una primera actriz de telenovela, radio y cine. Fue parte del elenco de las telenovelas La verdad oculta, Gente bien, De pocas, pocas pulgas, Por un beso, Infierno en el paraíso, El privilegio de amar, Salud, dinero y amor entre otras.

## Carrera
Comienza su carrera como actriz de radio en la radionovela Kaliman, en el episodio "Los misterios de Bonampkan", en 1964. Ha participado en diferentes obras de teatro en la década de los '60, pero en 1965 participa en otro episodio de Kaliman llamado "El valle de los vampiros". Poco después de ese episodio, participa en otro episodio llamado "Los brujos diabólicos", terminando así su carrera en la radio.
Años después, comienza su carrera en doblaje con la película animada producida por Walt Disney, Robin Hood, haciendo la voz de Mamá Coneja. Luego participa en la película Los Supersabios haciendo la voz de Pepita Piñón, en 1978.
Empieza su carrera como actriz en 1990 con la telenovela Cenizas y diamantes como Antonia, junto a Lola Merino y Ernesto Laguardia. Luego le siguen las telenovelas Lazos de amor, Alguna vez tendremos alas y Esmeralda. También participa en Gente bien, junto a Patricia Manterola, Mario Cimarro, Ana Martín y María Rivas.
En 1997 participa en Salud, dinero y amor, junto a Itatí Cantoral y Eduardo Santamarina. Luego le sigue El privilegio de amar, junto a Adela Noriega, Helena Rojo, René Strickler y César Évora.
Le siguen Infierno en el paraíso y Por un beso. En 2003, participa en De pocas, pocas pulgas junto a Joana Benedek, Santiago Mirabent y Natasha Dupeyrón.
Hace su debut en el cine en la película Las lloronas interpretando a la Nana, en 2004. Le sigue la película Club eutanasia encarnando a Toñita.
Su última participación fue en la telenovela La verdad oculta interpretando a Doña Piedad Ocampo, en 2006. Se retira ese mismo año de las pantallas. 

## Filmografía

### Películas
- Club eutanasia (2005) - Toñita
- Las lloronas (2004) - Nana

### Telenovelas
- La verdad oculta (2006) - Doña Piedad Ocampo
- Corazones al límite (2004) - Doña Cuquita
- De pocas, pocas pulgas (2003)
- Amigas y rivales (2001) - Doña Milagros
- Carita de ángel (2001) - Madrina Jacinta
- Por un beso (2000-2001)
- Mujeres engañadas  (1999-2000) - Elvira de Jiménez (Madre de Yolanda)
- Infierno en el paraíso (1999)
- Mujer, casos de la vida real (1998-2004)
- El privilegio de amar (1998-1999) - Chole
- María Isabel (1997-1998) - Sirvienta
- Salud, dinero y amor (1997-1998) - Refugio
- Gente bien (1997) - Amaranta
- Esmeralda (1997) - Eufraria / Eufasia
- Alguna vez tendremos alas (1997) - Mercedes
- María la del barrio (1996) - Doña Balbina Mejía
- El premio mayor (1995-1996) - Madre Superiora
- Lazos de amor (1995-1996)
- La dueña (1995)
- Alondra (1995) - Petra
- Los parientes pobres (1993) - Clementina
- Cenizas y diamantes (1990-1991) - Antonia
- Como duele callar (1987) - Justina
- Marionetas (1986) - Aurora
- Los ricos también lloran (1979) - Sirvienta de Irma

## Como actriz de voz y doblaje

### Películas animadas
- Los supersabios (1978) - Pepita Piñón (voz)
- Robin Hood (1973) - Mamá Coneja (voz)

### Películas
- Cocoon: El regreso (1988) - Alma Finley
- Me enamoré de un maniquí (1987) - Claire Prince Timkin
- Silverado (1985) - Kate Hollis
- The Survivors (1983) - Betty
- Quisiera ser grande (1988) - Patterson

### Telenovelas
- Oshin - Naka, Hatsuko (a sus 40 años)

### Programas de radio
- Kaliman
  - Mariela Mendoza en "Los misterios de Bonampak" (1964)
  - Amadea en "El valle de los vampiros" (1965)
  - Françoise Thérèse Condesa de Roselle en "Los brujos diabólicos"

## Premio

### Premios TVyNovelas
| Año  | Premio                                 |
| ---- | -------------------------------------- |
| 2007 | Reconocimiento trayectoria como actriz |

- Datos: Q16571099